# Cantarella (manga)
Pour les articles homonymes, voir Cantarella.
Cantarella (カンタレラ) est un shōjo manga de You Higuri.

## Synopsis
Italie, 1477. Rodrigo Borgia, cardinal, et non pas moins amateur de femme, voit l'une de ses maîtresses accoucher de son enfant. Étrangement intimidé par sa présence, il en semble même inquiété. La mère, persuadée que son enfant risque une vie tragique s'il survit, décide de tuer le bébé. Mais alors que la maison prend feu et que la mère décède,  le nouveau-né s'en sort sans la moindre égratignure. Il s'agit de César Borgia.
Confié à une autre maîtresse de Rodrigo, Vannozza Cattanei, César grandit en compagnie de son demi-frère tyrannique et cruel, Juan; et de sa douce et fragile demi-sœur, Lucrèce. Vannozza étant une femme pleine de fraîcheur et très maternelle envers un garçon qui n'est même pas son propre enfant, va peu à peu aider César à vaincre ses angoisses et ses démons intérieurs, qui chaque jour le rongent un peu plus.
N'étant pas reconnu par leur propre père, les enfants sont dès lors séparés de leur mère, qui doit aller épouser un autre homme sur ordre du cardinal, entraînant un véritable choc pour César, se voyant retirer la seule femme qui l'aidait à voir la lumière. Bien décidé à protéger sa petite sœur, le garçon va peu à peu grandir sous la menace des complots politiques envers son père à travers lui, jusqu'à rencontrer Michelotto l'assassin, nouvelle représentation de la lumière.
Mais ce qu'ignore César, c'est que peu avant sa naissance, son père l'a vendu aux démons afin d'accéder au pouvoir suprême actuel d'Italie : devenir le nouveau pape. Et lorsque ce sera chose faite, César deviendra la proie des démons.